# 市来広一郎
市来 広一郎（いちき こういちろう、1979年 - ）は、日本の町おこし仕掛け人、地域づくりアドバイザー。熱海V字回復の立役者とメディアで紹介される。「株式会社machimori」代表取締役、「株式会社マチモリ不動産」取締役、「NPO法人atamista」代表理事、「一般社団法人グリーンエネルギー推進協議会」理事、「一般社団法人ジャパンオンパク」理事、「一般社団法人日本まちやど協会」理事、「一般社団法人熱海市観光協会」理事、「熱海銀座商店街振興組合」理事。東京都立大学大学院理学研究科（物理学）修了、静岡県熱海市出身。先祖は幕末の薩摩藩士・市来四郎。

## 経歴
静岡県熱海市生まれ、熱海市育ち。静岡県立韮山高等学校、東京都立大学理学部物理学科を卒業。両親は銀行が保有する保養所の管理人として働き、保養所を実家として育った。しかし中学生の頃にバブル経済が崩壊。団体旅行で賑わっていた大型ホテルは相次ぎ倒産し、熱海の街は衰退の一途を辿る。
1999年（平成11年）20歳のとき、熱海にあった実家の保養所がなくなり、一家で神奈川県横浜市の住宅街に引っ越した。横浜は熱海と違って賑やかで、商店街には行きつけの飲み屋が出来た。週末にはプロ志望の若いミュージシャンらが集ってライブ活動をする街だった。
2003年（平成15年）東京都立大学大学院理学研究科（物理学）修了後、アジア・ヨーロッパを3カ月、一人で放浪、バックパッカーを経て、同年10月、ビジネスコンサルティング会社「IBMビジネスコンサルティングサービス」（現日本IBM）に入社（2007年3月退社）。
2006年（平成18年）NPO法人の社会起業・政策学校「一新塾」入学（2008年卒業）。
2007年（平成19年）故郷への思いが捨てきれず、熱海にUターンし、1人で街おこしの活動を始めた。ゼロから地域づくりに取り組み始める。遊休農地再生のための活動「チーム里庭」、地域資源を活用した体験ツアーを集めた「熱海温泉玉手箱（オンたま）」を熱海市観光協会、熱海市と協働で開始、プロデュース。
2009年（平成21年）8月1日「NPO法人atamista」を設立、代表理事に就任。名前の由来は2つの意味がある。1つは「熱海を支え、創っていく人たち」。これは地域の課題に気づいて自ら動き出す人を増やし、人々のネットワークを形成する触媒になることが自分たちの役割だという考えからきている。もう1つがフィンランド語で「atamista」が意味する「from atami」。そこには熱海から地域づくりの形や新たなライフスタイルを発信し、社会全体を変える担い手になっていきたいとの思いが込められている。
2011年（平成23年）衰退した熱海の中心市街地をリノベーションする民間まちづくり会社「株式会社machimori」を設立。
2012年（平成24年）空き店舗を再生し、カフェ「CAFE RoCA」をオープンし運営。
2013年（平成25年）静岡県、熱海市などと協働でリノベーションスクール@熱海を開催。
2015年（平成27年）空き店舗を再生し、ゲストハウス「guest house MARUYA」をオープンし運営。
2016年（平成28年）熱海市と共に創業支援プログラム99℃〜StartupProgramforATAMI2030〜や、熱海市の2030年の未来を構想する「ATAMI2030会議」を開催。創業支援プログラム「99℃」を企画運営。コワーキングスペース「naedoco」をオープンし運営。
2017年（平成29年）山口県宇部市リノベまちづくり講座アドバイザー・講師に就任（～2019年度）。熱海市都市計画マスタープラン改定委員会委員に就任。
2018年（平成30年）東洋経済新報社から初の著書『熱海の奇跡〜いかにして活気を取り戻したのか〜』が発売。熱海愛が溢れる市来自伝本であり、熱海の正しい楽しみ方が伝わる広告本。
2019年（令和元年）静岡県小山町リノベーションまちづくり総合プロデュース業務プロデューサーに就任。熱海市立地適正化計画策定委員会委員に就任。同年11月、映画ロマンス座を再生し、熱海路地裏ゲストハウス「ロマンス座カド」をオープンし運営。
2020年（令和2年）8月、大前研一と対談した『大前研一 ニューノーマル時代の「構想力」』がプレジデント社から発売。衰退した熱海をいかにリノベーションしたか町づくりについて熱く語った。同年9月、自身のYouTubeチャンネル『市来広一郎ちゃんねる / machimori』を開設。

## 受賞
- 日本ユースリーダー協会第10回若者力大賞ユースリーダー賞[12]
- 2019年書籍「熱海の奇跡」が第10回不動産協会賞を受賞[13]
- 2020年、共同通信社主催の第10回地域再生大賞にて「選考委員長賞兼ブロック賞＜東海・北陸＞」を受賞[14]

## 人物
- 座右の銘は「carpe diem（今を生きる）」「鮮明に生きる」「志は高く、一歩目は低く」[15]
- 先祖は市来四郎。幕末の薩摩藩士、歴史学者で日本で初めて写真撮影した人として知られている。父方の祖先で市来家のルーツは鹿児島県[2]。
- 2003年から2006年の3年間でアジア・ヨーロッパ19ヵ国を放浪した[4]。

## ビジネス論
- 起業理由をインタビューでこう答えている。大学院を卒業後、東京で就職したが、10代の頃から芽生えた「いつか熱海に帰り、熱海のために何かしたい」という気持ちが大きくなっていった。また大学院を卒業してすぐ1人で3ヵ月ほどアジアやヨーロッパを放浪して歩いたことで「小さいけど街並みがきれい。観光地だけど生活感がある、自然体で暮らす人々」の印象が強く残った。何から踏み出して行こうか迷ったとき、地域活動家や議員、NPOなどの起業家を多数輩出している政策学校「一新塾」の門を叩いた。2006年、27歳のとき。プログラムの一環で熱海のまちづくりプロジェクトを立ち上げ、平日に仕事をしながら週末に熱海に通うようになった。そのなかで、同じ志をもつ同年代の仲間たちと出会い、自分が守りたいもの、つくりたいものが明確になっていく。自分がすべきことは熱海にある、そう確信し、2007年、市来は会社を辞めて熱海に戻った[4]。
- 「100年後も豊かな暮らしができる熱海（まち）をつくる」ために熱海の地域づくりに取り組んでいる。“便利さ”よりも“豊かさ”を求め、ローカルであることや、地域の生活文化を大事にし、地域の農産物を使ったおいしいものを好み、自然と触れ合いながら暮らし、個性があり、コミュニティや人間関係を尊重する、そんな感度の高い人たちに選ばれる熱海をつくっていきたい。100年後も豊かな暮らしができるまちをつくるために。
- 「100万人が一回訪れるより、1万人が100回訪れるような街に」と考える[16]。
- 学生時代はアインシュタインに憧れて、物理の研究者を目指していた。まちづくりの底流には、物理をやっているのとあまり変わらないとインタビューで答えている。アインシュタインのように100年後の世界を変える発見をしたい。『世界を変える、社会を変える』という発想は物理の研究時代から来ている。そして「カオス理論」もまちづくりにおいて切り離せない考え方。「旧来のまちづくりの都市計画は19世紀までの物理学のように静的なもの。でも、物事は、複雑であればあるほど予測ができない。現代社会のような複雑度の高い環境では、決まったゴールに向かって作るのではなく、仮説と実験を繰り返しながらでしか作れない。そして、大事なのは『カオスの縁』。秩序とカオスの境界に位置する領域のことを指すのですが、混沌としたカオスの状態からは何も生まれないし、秩序の中でも固定化しすぎていて何も生まれない。その境界である『カオスの縁』でこそ、物事が生まれるんです。都会は混沌としていているし、田舎は固定化しすぎている。そのちょうど間をどうつくるかを意識している。熱海はそれがつくりやすい場所。だからこそ、何かおもしろいことを生み出せる」のではないかと思っている[16]。

## 功績・評価
- 中心市街地再生[9]。
- 創業支援。熱海の中心市街地の熱海銀座エリアの地価上昇、100名程度の雇用創出、住民増加[9]。
- 熱海市において創業支援プログラム99℃やリノベーションスクール等を開催、2016年度から開催し、卒業生の15件の創業や新規事業が立ち上がった[9]。
- リノベーションまちづくりと上記創業支援プログラム等により、60件以上の新規事業が生まれた（起業、既存企業の新規事業、新規店舗出店等）[9]。
- 様々な分野（都市計画、地域づくり、経済、観光振興・交流等）を他県、他市町村にレクチャーする[9]。

## 著書
- 『熱海の奇跡〜いかにして活気を取り戻したのか〜』（東洋経済新報社、 2018年6月1日）ISBN 978-4492503010

協力
- 『大前研一 ニューノーマル時代の「構想力」』（大前研一・著、プレジデント社、2020年8月6日）- 「大前研一と対談・衰退した熱海のリノベーションまちづくりについて」ISBN 978-4833423755

## 出演

### テレビ
- 『日経スペシャル カンブリア宮殿』住民の意識を変えて復活 新時代の地方再生術！（2023年8月3日、テレビ東京）- 「市来広一郎に密着」- マチモリ代表として出演[17][18]。
- 『サンデーLIVE!!』（テレビ朝日）- 「松岡修造と対談」[19]
- 『関口知宏のOnly1』（NHK BS1）

### 新聞
- 『日本経済新聞』 - 「市来の実績、題材に/県 温泉・自然と合わせPR」[20]
- 『静岡新聞』 - 「市来が考える社会課題解決策を模索する企業向けオンライン研修プログラム」[21]

### 雑誌
※ 国立国会図書館「市来広一郎」調べにて
- 『プレジデント』（プレジデント社） - 「田原総一朗が聞く。昭和の温泉街“熱海再生”の立役者」
- 『第三文明』（第三文明社）
- 『先端教育』（先端教育機構出版部）
- 『生活と環境』（日本環境衛生センター）
- 『新都市』（都市計画協会）
- 『都市環境ゼミナール年報』（都市環境ゼミナール）
- 『Collaboration : journal of Collaborative Community Studies Unit, Kochi Univ』（高知大学教育研究部総合科学系地域協働教育学部門）
- 『地方自治職員研修』（公職研）